# Goldmann György
Goldmann György, másként: Goldman (Vecsés, 1904. december 21. – Dachau, 1945. február 10.) magyar szobrász, pártmunkás. 

## Élete
Vecsésen született zsidó származású szülők gyermekeként 1904. december 21-én délelőtt 11 órakor; édesapja Goldmann Vilmos székesfehérvári születésű állomásfőnök, édesanyja Klein Aranka, nagyszombati születésű.
Pályafutását kőfaragósegédként kezdte, 1924 és 1929 között a Képzőművészeti Főiskolán Kisfaludi Strobl Zsigmond tanítványa volt. 1926-ban Párizsba utazott, ahol az École des Beaux-Arts-on képezte magát tovább. Áttanulmányozta a Louvre egyiptomi gyűjteményét, valamint Maillol és Despiau humánus szobrászatát, ezután találta meg önmagát és 1927-ben megalkotta első érett művét, az Önarcképet, mely erőteljes összefoglaló készségről tanúskodik. 1928-ban tért haza, ekkor bekapcsolódott a munkásmozgalomba, tehetségét pedig a politikai harc szolgálatába állította.
Munkás című 1929-ben készült szobra volt az első alkotása, amelyben kifejeződött találkozása a munkásmozgalommal, ennek elkészítésére a Szociáldemokrata Párt adott megbízást. Ezen művével az „Új progresszív művészek” 1930-as csoportkiállításán is szerepelt a Tamás Galériában, később pedig Fenyő A. Endre társaságában mutatkozott be portréival a Kovács-szalonban. Művészete az 1930-as évek első felében érte el csúcsát, 1932-ben az illegális kommunista mozgalom, majd a Szocialista Képzőművészek Csoportjának a tagja lett. 1934-ben egyik alapító tagja volt a Szocialista Képzőművészek Csoportjának később annak újjáalakulása után vezette is azt. 1930-ban Budapesten rendezte meg első gyűjteményes kiállítását. A Képzőművészek Új Társasága (KUT) 1934. évi kiállításán is bemutatta egy mozgalmi megbízatás teljesítése közben életét vesztett munkásleány, Bagi Ilona emlékére készített, a Csepeli temetőben felállított síremlékét, melyet később a nyilasok megsemmisítettek. Ekkor készítette a kubisztikus építettségű Ülő munkását is (Magyar Nemzeti Galéria). Az 1930-as évek második felétől megszaporodtak mozgalmi feladatai, ezenfelül kiújuló szembetegsége miatt csupán kisméretű terrakottákat formázott, ezek közül a legnevezetesebb az elnyomó apparátus brutalitását és kisszerűségét leleplező, gyilkos szatírájú Horthy-rendőr (1936, Magyar Nemzeti Galéria).
Az illegális kommunista mozgalomban egy időben Kádár János felső kapcsolata volt, akivel eljárt kulturális eseményekre, a munkásdalosok összejöveteleire a Vasas székházba és szavalóestekre.
Műveivel 1936-ban az Új Realisták kiállításán, 1938-ban pedig Helsinkiben szerepelt. Sokszorosítható, kisméretű szobrokat is készített, ezek szimbolikus tömörségük miatt agitatívan hatottak. 1940–41-ben munkaszolgálatos volt, később a budapesti pártbizottság tagjaként részt vett a háborúellenes népfrontmozgalom szervezésében. 1942 késő tavaszán a vasas székház Szabadság és Nép című antifasiszta kiállításán is szerepelt, júniusban azonban feleségével együtt letartóztatták, életfogytiglani fegyházbüntetésre ítélték hűtlenség vádjával. 1944 őszén hurcolták el Dachauba, itt tífuszjárványnak esett áldozatul alig néhány nappal a tábor felszabadulását követően.
Hagyatékából 1947-ben rendeztek először kiállítást a Képzőművészek Szabad Szakszervezetében, majd 1955-ben a Nemzeti Szalonban, s 1979–80-ban a Magyar Nemzeti Galériában került sor emlékkiállításra.

## Emlékezete

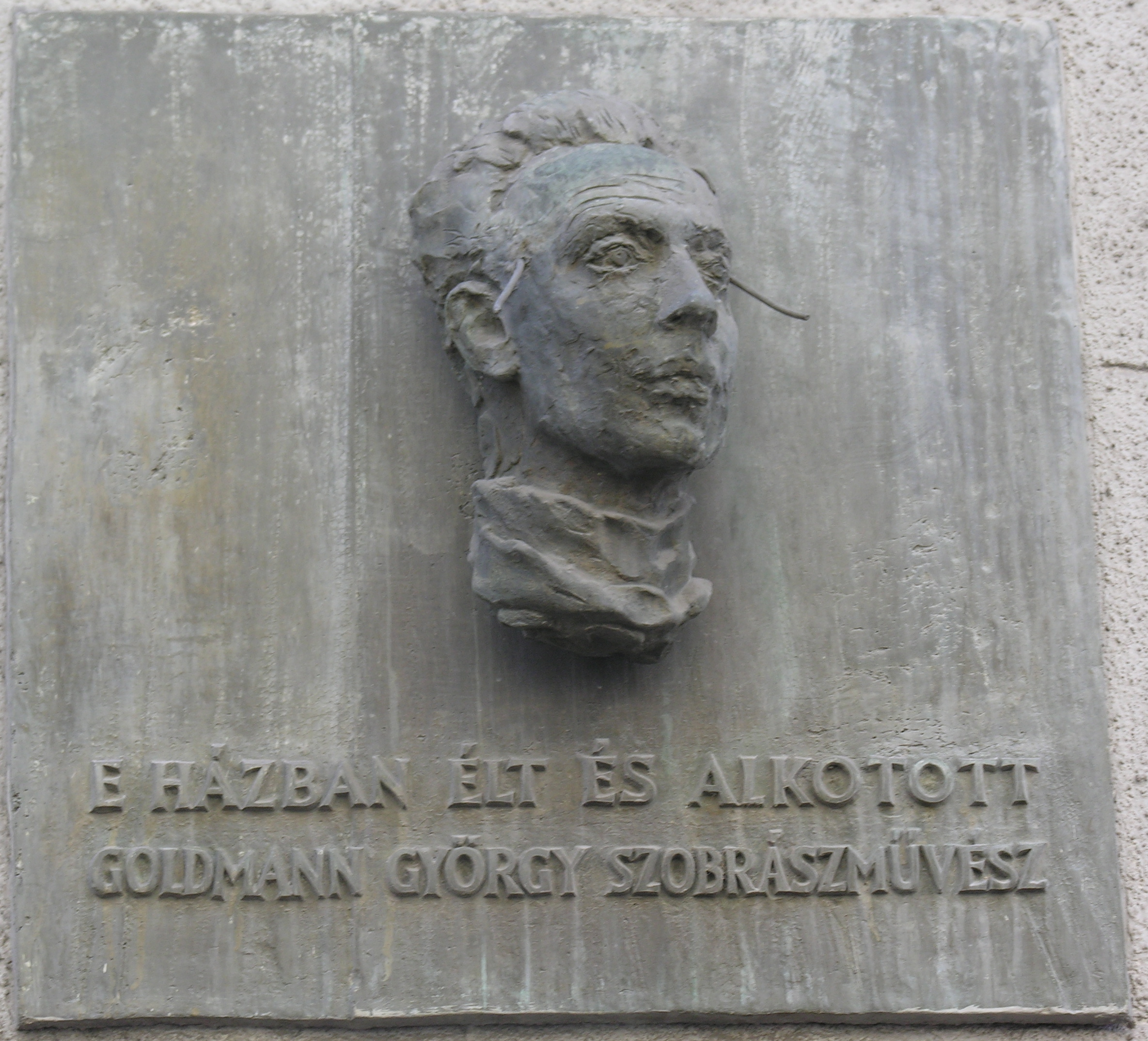
Emléktábla a Budapest V. kerület Kálmán Imre utca 15. szám alatt

Budapest XI. kerületében a Petőfi híd budai hídfőjénél a nevét viseli a Goldmann György tér.